# Коды ONS
Коды ONS (англ. Office for National Statistics — Национальная статистическая служба) — серия кодов Национальной статистической службы (НСС) Великобритании для представления географических единиц Великобритании, используемая при подсчёте результатов переписи и других статистических данных. Иногда её именуют также кодами GSS (англ. Government Statistical Service — Государственная статистическая служба), так как НСС является частью последней.
Ранее действовавшая в Великобритании иерархическая система кодов в январе 2011 года была заменена системой девятизначных кодов для административно-территориальных единиц всех типов без связи между кодами административно-территориальных единиц разных уровней. Старая система кодирования более не используется.

## География переписи населения Великобритании
Опубликованная информация о переписи населения Великобритании 2011 года включает широкий круг типов административно-территориальных единиц, включая:
- Графства Англии;
- Районы в графствах Англии и районы унитарных единиц, обслуживаемые одним советом, выполняющим функции района и графства;
- Районы унитарных советов (англ. Unitary council areas) в Уэльсе, Шотландии и Северной Ирландии;
- Общины в Англии и Уэльсе;
- Избирательные округа[англ.]. Территориальные единицы, определённые для выборов местных советников, но также широко используются для представления статистических данных на территориях меньших, чем округ;
- Переписные участки (англ. Census output areas, ОА). Наименьшие территориальные единицы, для которых публикуются данные переписи, изначально были созданы для публикации результатов переписи населения 2001 года. Как правило, включают не менее 40 домохозяйств и 100 человек населения, при этом целевой размер составляет 125 домохозяйств. Выделены на основе блоков почтовых индексов после того, как данные переписи стали доступны, с целью стандартизации численности населения, географической формы и социальной однородности (с точки зрения типов жилья и структуры собственности жилья). Переписные участки, выделенные в 2001 году, были, насколько это возможно, сохранены для проведения переписи 2011 года (изменения коснулись менее 3 % участков[3]). До 2001 года данные переписей населения публиковались для более крупных переписных участков (ED), которые были определены до проведения переписи и являлись организационными единицами для сбора данных.

## Ранее действовавшая система кодов
Ранее действовавшая система кодов ONS была организована иерархически:
- Двузначный код обозначал административный округ (графство). Например, 12 — Кембриджшир.
- Четырёхзначный код обозначал район, при этом первые два символа обозначали округ, в котором был расположен данный район. Например, 12UB — для района Кембридж или 12UD — для Фенленда.
- В случае unitary authority (включая метрополитенские округа и лондонские боро) первые две цифры были 00.Например, 00AL для Гринвича (боро Лондона) или 00EC для Мидлсбро.
- Избирательные округа получили двухбуквенный код в пределах своего административного образования. Например, 12UBGA для избирательного округа Петерсфилд в районе Кембридж.
- Низший уровень — переписные участки, первоначально обозначались дополнительными 4 цифрами, так, например, первый переписной участок в избирательном округе Петерсфилд был закодирован 12UBGA0001.
- Приходы также были закодированы с использованием этой иерархической системы, для этого использовались дополнительные 3 цифр после кода административного образования. Например, приход Тайд-Сент-Джайлс в округе Фенленд (12UD) был закодирован как 12UD010.

## Действующая система кодов GSS
Ныне действующая система кодов использует 9-значные коды. Первые три знака кода определяют административно-территориальную единицу, а шесть следующих цифр — конкретный участок. Например, боро Гринвич имеет код E09000011, Мидлсбро — E06000002, Кембридж — E07000008 и Фенленд — E07000010.
Значение некоторых трёхзначных кодов приведены в таблице.
| Англия | Уэльс | Шотландия | Северная Ирландия | Другие    | Объект                                                             |
| ------ | ----- | --------- | ----------------- | --------- | ------------------------------------------------------------------ |
| E00    | W00   | S00       | N00               | -         | Переписной участок (OA); малые участки (N)                         |
| E01    | W01   | S01       | -                 | -         | Переписные участки нижнего уровня (LSOA); Data Zone (S)            |
| E02    | W02   | S02       | -                 | -         | Переписные участки среднего уровня (MSOA); Intermediate Zone (S)   |
| -      | W03   | -         | -                 | -         | Переписные участки верхнего уровня (USOA)                          |
| E04    | W04   | S35       | -                 | -         | Приход (E/S); Община (W)                                           |
| E05    | W05   | S13       | N08               | -         | Избирательный участок                                              |
| E06    | W06   | S12       | -                 | -         | Унитарная единица                                                  |
| E07    | -     | -         | -                 | -         | Неметрополитенский район (двухуровневый)                           |
| E08    | -     | -         | -                 | -         | Метрополитенский район                                             |
| E09    | -     | -         | -                 | -         | Боро Лондона                                                       |
| E10    | -     | -         | -                 | -         | Графство                                                           |
| E11    | -     | -         | -                 | -         | Графство-метрополия                                                |
| E12    | -     | -         | -                 | -         | Регион Англии                                                      |
| E14    | W07   | S14       | N06               | -         | Вестминстерский парламентский избирательный округ                  |
| E15    | W08   | S15       | N07               | -         | Участок выборов в Европарламент                                    |
| E18    | -     | -         | -                 | L00 / M00 | Стратегические органы здравоохранения                              |
| E23    | W15   | S23       | N23               | -         | Полицейский участок                                                |
| -      | -     | -         | N24               | -         | Полицейские округа                                                 |
| E32    | W09   | S16       | -                 | -         | Ассамблея Лондона; Ассамблея Уэльса; Избирательный округ Шотландии |
| -      | W10   | S17       | -                 | -         | Ассамблея Уэльса; Избирательный округ шотландского парламента      |
| E26    | W18   | S21       | -                 | -         | Национальный парк                                                  |
| E30    | W22   | S22       | N12               | K01       | Проезды к рабочим зонам                                            |
| E33    | W35   | S34       | N19               | -         | Рабочие зоны                                                       |
| E34    | W37   | -         | -                 | K05       | Зоны застройки                                                     |
| E35    | W38   | -         | -                 | K06       | Подразделения зон застройки                                        |
| E38    | -     | -         | -                 | -         | Clinical Commissioning Groups                                      |
| E41    | E40   | -         | -                 | -         | Объединенные местные органы власти                                 |
| E92    | W92   | S92       | N92               | -         | Страна                                                             |

В 2019 году библиотека Палаты общин предложила для удобства обозначать MSOA не числовыми кодами, а названиями.